# Diskografie Christiny Perri
Toto je seznam vydané diskografie americké zpěvačky Christiny Perri.

## Alba

### Studiová alba
| Lovestrong                                                                              | - Vydáno: 10. května 2011 - Vydavatelství: Atlantic    | 4 | 5  | 7  | 9 | 25 | 8  | 5  | 27 | 6  | 9 | - RIAA: Platinum - ARIA: Gold - BPI: Gold - IRMA: Platinum |
| Head or Heart                                                                           | - Vydáno: 1. dubna 2014 - Vydavatelství: Atlantic      | 4 | 23 | 41 | 6 | —  | 72 | 14 | —  | 16 | 8 | - RIAA: Gold                                               |
| Songs for Carmella: Lullabies & Sing-a-Longs                                            | - Vydáno: 17. ledna 2019 - Vydavatelství: Atlantic     | — | —  | —  | — | —  | —  | —  | —  | —  | — |                                                            |
| Songs for Rosie                                                                         | - Vydáno: 24. listopadu 2021 - Vydavatelství: Atlantic | — | —  | —  | — | —  | —  | —  | —  | —  | — |                                                            |
| A Lighter Shade of Blue                                                                 | - Vydáno: 15. července 2022 - Vydavatelství: Elektra   | — | —  | —  | — | —  | —  | —  | —  | —  | — |                                                            |
| Songs for Pixie                                                                         | - Vydáno: 20. října 2023 - Vydavatelství: Elektra      | — | —  | —  | — | —  | —  | —  | —  | —  | — |                                                            |
| Songs for Christmas                                                                     | - Vydáno: 3. listopadu 2023 - Vydavatelství: Elektra   | — | —  | —  | — | —  | —  | —  | —  | —  | — |                                                            |
| "—" značí, že se nahrávka neumístila v hitparádách nebo v tomto území ani nebyla vydána |                                                        |   |    |    |   |    |    |    |    |    |   |                                                            |

## Extended play
| Název                                                                                   | Detaily | Umístění v hitparádách | Umístění v hitparádách | Umístění v hitparádách |
| Název                                                                                   | Detaily | US                     | US Heat                | US Hol.                |
| --------------------------------------------------------------------------------------- | --- | ---------------------- | ---------------------- | ---------------------- |
| The Ocean Way Sessions                                                                  | - Vydáno: 9. listopadu 2010 - Vydavatelství: Atlantic                                                                                | 144                    | 1                      | —                      |
| The Karaoke Collection                                                                  | - Vydáno: 10. května 2011 - Vydavatelství: Atlantic                                                                                  | —                      | —                      | —                      |
| A Very Merry Perri Christmas                                                            | - Vydáno: 16. října 2012 - Znovuvydáno (A Very Merry Perri Christmas (extra presents)): 22. listopadu 2019 - Vydavatelství: Atlantic | 98                     | —                      | 4                      |
| "—" značí, že se nahrávka neumístila v hitparádách nebo v tomto území ani nebyla vydána | |                        |                        |                        |

## Singly

### Jako hlavní umělkyně
| Název                                                                                   | Rok  | Umístění v hitparádách | Umístění v hitparádách | Umístění v hitparádách | Umístění v hitparádách | Umístění v hitparádách | Umístění v hitparádách | Umístění v hitparádách | Umístění v hitparádách | Umístění v hitparádách | Umístění v hitparádách | Certifikace | Album                                         |
| Název                                                                                   | Rok  | US                     | US Adult               | AUS                    | AUT                    | CAN                    | FIN                    | GER                    | IRL                    | NZ                     | UK                     | Certifikace | Album                                         |
| --------------------------------------------------------------------------------------- | ---- | ---------------------- | ---------------------- | ---------------------- | ---------------------- | ---------------------- | ---------------------- | ---------------------- | ---------------------- | ---------------------- | ---------------------- | --- | --------------------------------------------- |
| "Jar of Hearts"                                                                         | 2010 | 17                     | 4                      | 2                      | 3                      | 21                     | 4                      | 5                      | 2                      | 28                     | 4                      | - RIAA: 6× Platinum - ARIA: 3× Platinum - BPI: 3× Platinum - BVMI: Platinum - IFPI AUT: Platinum - IFPI SWI: 2× Platinum - MC: 2× Platinum - IRMA: 2× Platinum - RIANZ: Platinum | Lovestrong                                    |
| "Arms"                                                                                  | 2011 | 94                     | 13                     | —                      | —                      | —                      | —                      | —                      | —                      | —                      | 194                    | - RIAA: Platinum | Lovestrong                                    |
| "A Thousand Years"                                                                      | 2011 | 31                     | 7                      | 13                     | 19                     | 70                     | 19                     | —                      | 7                      | 11                     | 11                     | - RIAA: Diamond - ARIA: 7× Platinum - BPI: 4× Platinum - BVMI: 3× Gold - IRMA: Gold - MC: Platinum - RIANZ: 2× Platinum                                                          | Twilight sága: Rozbřesk – 1. část             |
| "Distance" (feat. Jason Mraz)                                                           | 2012 | —                      | 20                     | —                      | —                      | —                      | —                      | —                      | —                      | —                      | —                      | - RIAA: Gold | Lovestrong                                    |
| "A Thousand Years, Pt. 2" (feat. Steve Kazee)                                           | 2012 | 53                     | —                      | 39                     | —                      | 40                     | —                      | 26                     | —                      | 31                     | —                      | - RIAA: Gold | Twilight sága: Rozbřesk – 2. část             |
| "Human"                                                                                 | 2013 | 31                     | 10                     | 39                     | 42                     | 71                     | —                      | 59                     | 24                     | —                      | 14                     | - RIAA: 3× Platinum - ARIA: Platinum - BPI: Platinum - MC: Platinum | Head or Heart                                 |
| "Burning Gold"                                                                          | 2014 | —                      | 25                     | —                      | —                      | —                      | —                      | —                      | —                      | —                      | —                      | | Head or Heart                                 |
| "The Words"                                                                             | 2015 | —                      | 29                     | —                      | —                      | —                      | —                      | —                      | —                      | —                      | —                      | | Head or Heart                                 |
| "Tiny Victories"                                                                        | 2019 | —                      | —                      | —                      | —                      | —                      | —                      | —                      | —                      | —                      | —                      | | A Lighter Shade of Blue                       |
| "Jar of Hearts" (10th anniversary acoustic)                                             | 2020 | —                      | —                      | —                      | —                      | —                      | —                      | —                      | —                      | —                      | —                      | | Singl bez alb                                 |
| "merry christmas darling"                                                               | 2021 | —                      | —                      | —                      | —                      | —                      | —                      | —                      | —                      | —                      | —                      | | A Very Merry Perri Christmas (extra presents) |
| "Evergone"                                                                              | 2022 | —                      | 35                     | —                      | —                      | —                      | —                      | —                      | —                      | —                      | —                      | | A Lighter Shade of Blue                       |
| "Mothers"                                                                               | 2022 | —                      | —                      | —                      | —                      | —                      | —                      | —                      | —                      | —                      | —                      | | A Lighter Shade of Blue                       |
| "Home"                                                                                  | 2022 | —                      | —                      | —                      | —                      | —                      | —                      | —                      | —                      | —                      | —                      | | A Lighter Shade of Blue                       |
| "Kid at Christmas" (s Calum Scott)                                                      | 2024 | —                      | —                      | —                      | —                      | —                      | —                      | —                      | —                      | —                      | —                      | | Singl bez alb                                 |
| "—" značí, že se nahrávka neumístila v hitparádách nebo v tomto území ani nebyla vydána |      |                        |                        |                        |                        |                        |                        |                        |                        |                        |                        | |                                               |

### Promo singly
| "The Lonely"                                                                            | 2011 | 2 | — | —  | Lovestrong                   |
| "Penguin"                                                                               | 2011 | — | — | —  | Lovestrong                   |
| "Tragedy"                                                                               | 2011 | — | — | —  | Lovestrong                   |
| "Bluebird"                                                                              | 2011 | — | — | —  | Lovestrong                   |
| "Something About December"                                                              | 2012 | — | 4 | —  | A Very Merry Perri Christmas |
| "I Believe"                                                                             | 2013 | — | — | —  | Head or Heart                |
| "I Don't Wanna Break"                                                                   | 2014 | — | — | 40 | Head or Heart                |
| "—" značí, že se nahrávka neumístila v hitparádách nebo v tomto území ani nebyla vydána |      |   |   |    |                              |

## Další certifikované písně
| Název                 | Rok  | Certifikace  | Album                                        |
| --------------------- | ---- | ------------ | -------------------------------------------- |
| "You Are My Sunshine" | 2019 | - RIAA: Gold | Songs for Carmella: Lullabies & Sing-a-Longs |

## Spolu umělkyně
| Název                       | Rok  | Další umělec                    | Album                        |
| --------------------------- | ---- | ------------------------------- | ---------------------------- |
| "If I Could Turn Back Time" | 2014 | —                               | Sounds of the 80s            |
| "Gold"                      | 2015 | Jamie Scott                     | My Hurricane                 |
| "All That Matters"          | 2015 | —                               | Finding Neverland: The Album |
| "Hero"                      | 2016 | Cash Cash                       | Blood, Sweat & 3 Years       |
| "Brave Enough"              | 2016 | Lindsey Stirling                | Brave Enough                 |
| "White Christmas"           | 2018 | Ingrid Michaelson               | Songs for the Season         |
| "Simple Things"             | 2019 | Alexander Cardinale             | Singl bez alb                |
| "I Like Tiny Things"        | 2019 | Cody, Heart, Mr. Primm, Scatter | Helpsters                    |
| "It's A Small World"        | 2020 | —                               | At home with the kids        |
| "Rather Be"                 | 2022 | Luke Sital-Singh                | Dressing Like a Stranger     |

## Videoklipy
| Název                                       | Rok  | Režisér                   |
| ------------------------------------------- | ---- | ------------------------- |
| "Jar of Hearts"                             | 2010 | Jay Martin                |
| "Arms"                                      | 2011 | Sarah Chatfield           |
| "A Thousand Years"                          | 2011 | Jay Martin                |
| "Distance"                                  | 2012 | Elliott Sellers           |
| "Something About December"                  | 2012 | Elliott Sellers           |
| "Happy Xmas (War Is Over)"                  | 2012 |                           |
| "Human"                                     | 2014 | Elliott Sellers           |
| "Burning Gold"                              | 2014 | Jay Martin                |
| "The Words"                                 | 2015 | Iouri Philippe Paillé     |
| "You Mean the Whole Wide World to Me"       | 2018 | Austin Gomez, Tori Balena |
| "A Thousand Years" (lullaby version)        | 2019 | Christina Perri           |
| "Tiny Victories"                            | 2019 | Firethorne Films          |
| "Jar of Hearts" (10th anniversary acoustic) | 2020 | Mario Costabile           |
| "Evergone"                                  | 2022 | Grant Spanier             |
| "Kid at Christmas" (s Calum Scott)          | 2024 | —                         |